# التمرزلبن
التمرزلبن (به آلمانی: Altmersleben) یک منطقهٔ مسکونی در آلمان است که در کالبه (میلده) واقع شده‌است.

## خصوصیات
التمرزلبن ۱۳٫۳۴ کیلومترمربع مساحت دارد ۲۶ متر بالاتر از سطح دریا واقع شده‌است.